# 加拿大大學體育協會
加拿大大学体育协会（Canadian Collegiate Athletic Association，簡稱CCAA），加拿大大学组织性的体育运动之国家管理机构。它的法语名称是l'Association canadienne du sport collégial （ACSC）。